# Аретуса
Арету́са, Арету́за (др.-греч. Ἀρέθουσα) — в древнегреческой мифологии нимфа-охотница, в которую был влюблен речной бог Алфей.
Алфей долго гнался за ней, она взмолилась к Артемиде и превратилась в поток. По сообщению дельфийского оракула переселилась на остров Ортигия у Сиракуз и превратилась в существующий до сих пор источник. Из Эгиона (Ахайя) в Сиракузы Аретусе посылали по морю лепешки. Рассказала Деметре, что Персефону похитил Аид.
Упомянута Вергилием. Гигин ошибочно записал её в список нереид.

## Эпонимы и литературные произведения
Аретуса — героиня одноимённой оперы Андре Кампра (1701). Последняя из «Шести метаморфоз по Овидию» Бенджамина Бриттена для гобоя соло (1951) посвящена Аретузе.
В честь Аретусы назван астероид (95) Аретуса, открытый в ноябре 1867 года  немецким астрономом Робертом Лютером в Дюссельдорфской обсерватории. Её именем также был назван ряд кораблей британского флота.

## Монеты с Аретусой
Изображение Аритусы часто встречается на античных монетах Элиды и Сицилии. Широко известны сиракузские тетрадрахмы и декадрахмы, на которых изображена голова Аретусы в окружении дельфинов. Отчеканенные после 413 года до н. э. в Сиракузах тетрадрахмы с Аретусой являются шедеврами греческого искусства чеканки.
В 2023 году на Островах Кука были выпущены три памятные монеты с изображением Аретусы и дельфинов, по стилю напоминающие древние оригиналы.